# Convoluta elegans
Convoluta elegans är en plattmaskart som beskrevs av Pereyaslawzewa 1892. Convoluta elegans ingår i släktet Convoluta och familjen Convolutidae.
Artens utbredningsområde är Svarta Havet. Inga underarter finns listade i Catalogue of Life.